# Bernhard Schipphorst
Bernhard Schipphorst (* 27. Juni 1912; † unbekannt) war ein deutscher Fußballspieler. Zwischen 1936 und 1941 war er mit dem 1. SV Jena viermal in der Endrunde um die Deutsche Fußballmeisterschaft vertreten. 1952/53 spielte er mit der BSG Motor Jena in der DDR-Oberliga, der höchsten Spielklasse im DDR-Fußball.

## Sportliche Laufbahn
Ab 1935 spielte Bernhard Schipphorst für den 1. SV Jena in der Fußball-Gauliga Mitte und wurde 1935, 1936, 1940 und 1941 Gauliga-Meister. In den vier Endrunden um die Deutsche Meisterschaft bestritt Schipphorst 21 der 22 ausgetragenen Gruppenspiele und erzielte zwei Tore. Als nach dem Zweiten Weltkrieg wieder regelmäßig Fußball gespielt werden konnte, wurde Schipphorst mit der SG Ernst Abbe Jena Jenaer Kreismeister. Als 1948/49 erstmals die Landesklasse Thüringen ausgetragen wurde, war Schipphorst mit der SG Stadion Jena dabei, die 1949 in die BSG Carl Zeiss Jena umgewandelt wurde. Die Saison 1949/50 schloss die BSG als Aufsteiger in die neugeschaffene zweitklassige DDR-Liga auf. An diesem Erfolg war Schipphorst mit zwölf von 24 Punktspielen als Verteidiger bzw. Mittelfeldspieler beteiligt. 
In der DDR-Liga-Spielzeit 1950/51 trat die Jenaer BSG als Mechanik Jena an. Es wurden 18 Spiele ausgetragen, von denen Schipphorst überwiegend als linker Verteidiger vierzehn Partien absolvierte. Zur Saison 1951/52 gab es erneut einen Namenswechsel, Jena spielte nun als BSG Motor. Weiter als linker Abwehrspieler kam Schipphorst in 21 von 22 Ligaspielen zum Einsatz. Damit hatte er maßgeblich Anteil am Aufstieg in die DDR-Oberliga. Inzwischen 40 Jahre alt wurde er 1952/53 noch in 29 der 32 Oberligaspiele aufgeboten. Vom neunten Spieltag an wirkte er gleichzeitig als Spieltrainer mit. Die Jenaer schafften nicht den Klassenerhalt und traten zur Saison 1953/54 wieder in der DDR-Liga an. Der 41-jährige Schipphorst stand zum letzten Mal im Mannschaftskader, kam aber nur noch in drei Ligaspielen der Hinrunde zum Einsatz. Mit Max Hofsommer hatten die Jenaer einen neuen Trainer gefunden, den Schipphorst vom 8. bis zum 11. Spieltag noch einmal vertreten musste. Anschließend wirkte Schipphorst bis zum Saisonende als Co-Trainer und zog sich danach vom aktiven Fußball zurück. 